# 11547 Griesser
A 11547 Griesser (ideiglenes jelöléssel 1992 UP8) a Naprendszer kisbolygóövében található aszteroida. Freimut Börngen fedezte fel 1992. október 31-én.